# 1805 au Bas-Canada
Cet article traite des événements survenus en 1805 au Bas-Canada. 

## Événements
- 5 janvier : les Britanniques, opposés aux concessions accordées aux Canadiens, fondent The Quebec Mercury, journal qui ridiculise les Canadiens et les idées politiques de leurs chefs parlementaires.
- 9 janvier : ouverture de la première session de la quatrième législature du Bas-Canada.
- 8 février : « Querelle des prisons » entre anglophones et francophones au Canada au sujet du financement de la construction des prisons de Québec et de Montréal[1].
- 31 juillet : à quelques jours de son départ pour le Royaume-Uni, le gouverneur Milnes nomme Thomas Dunn administrateur de la province.
- Douze habitants de Saint-Constant signent une pétition destinée à Napoléon Ier pour l’inviter à reconquérir le Canada.
- Établissement de Fort McLeod (en) par Simon Fraser aux Montagnes Rocheuses pour le compte de la Compagnie du Nord-Ouest.

## Naissances
- David Morrison Armstrong (marchand et homme politique) (décédé le 14 avril 1873 au Québec)
- 2 février : Joseph Dufresne, notaire et homme politique.
- 16 février : Edmund Walker Head, gouverneur général du Canada et lieutenant-gouverneur de l'Ontario et du Nouveau-Brunswick.
- 26 août : Joseph-Eugène-Bruno Guigues, premier évêque catholique d'Ottawa.
- 8 décembre : Amand Landry, homme politique acadien.
- 25 décembre : Jean-Baptiste-Antoine Ferland, prêtre et historien.
- Robert-Shore-Milnes Bouchette, militaire et homme politique.
- John McDougall, homme politique de Trois-Rivières.

## Décès
- 16 juin : Denis Viger, charpentier, homme d'affaires et homme politique.
- 6 septembre : Jean Baillairgé, charpentier et architecte.
- 23 décembre : Francis Masson, botaniste.